# عدد تخيلي
العدد التخيلي (بالإنجليزية: Imaginary number)‏ هو عدد مركب يمكن أن يكتب على شكل جداء عدد حقيقي من جهة والوحدة التخيلية من جهة ثانية. وبتعبير آخر، هو أي عدد سالب داخل الجذور ذات الدليل الزوجي.
يُرمز للوحدة التخيلية بـت في العربية وi في الإنجليزية وتساوي الوحدة التخيلية الجذر التربيعي لسالب واحد.